# Frankenstein (2025)
Frankenstein is een toekomstige Amerikaanse sciencefiction-horrorfilm, geschreven en geregisseerd door Guillermo del Toro en gebaseerd op de gelijknamige roman van Mary Shelley uit 1818. De hoofdrollen worden vertolkt door Oscar Isaac, Jacob Elordi, Mia Goth, Felix Kammerer, Lars Mikkelsen, David Bradley, Charles Dance en Christoph Waltz.

## Verhaal
Een briljante maar egoïstische wetenschapper brengt een wezen tot leven in een monsterlijk experiment dat uiteindelijk leidt tot de ondergang van zowel de schepper als zijn tragische schepping.

## Rolverdeling
| Acteur            | Personage                    |
| ----------------- | ---------------------------- |
| Oscar Isaac       | Victor Frankenstein          |
| Christian Convery | de jonge Victor              |
| Jacob Elordi      | het monster van Frankenstein |
| Mia Goth          | Elizabeth Lavenza            |
| Christoph Waltz   | Harlander                    |
| Felix Kammerer    | Williams                     |
| Lars Mikkelsen    | kapitein Anderson            |
| David Bradley     | blinde man                   |
| Charles Dance     |                              |
| Ralph Ineson      | professor Krempe             |

## Productie
In januari 2008 onthulde Guillermo del Toro dat hij bezig was met het maken van tekeningen die hij hoopte te gebruiken als basis voor een nieuwe Frankenstein-film, en dat hij daarnaast was begonnen met het maken van scriptnotities, maar daarmee was gestopt toen de WGA-staking 2007-2008 uitbrak. Later dat jaar, in september, werd de film aangekondigd via del Toro's driejarige deal met Universal Pictures, naast een reeks films waarvan werd aangekondigd dat hij ze zou regisseren, waaronder Dr. Jekyll and Mr. Hyde, Slaughterhouse-Five en Drood. In 2009 verklaarde del Toro dat de productie van Frankenstein waarschijnlijk pas over ten minste vier jaar zou beginnen.
In 2023 werd het project nieuw leven ingeblazen door Netflix, met wie del Toro een meerjarige deal had getekend om projecten te produceren. Nadat Guillermo del Toro's Pinocchio in 2023 de Oscar voor beste animatiefilm won, onthulde Variety dat hij van plan was de speelfilm te schrijven en te regisseren met Andrew Garfield, Oscar Isaac en Mia Goth in vroege gesprekken voor potentiële rollen. In september onthulde del Toro dat de opnames gepland stonden om te beginnen in februari 2024 en dat Christoph Waltz was toegevoegd aan de cast. In januari verving Jacob Elordi Garfield voor de rol van het monster, vanwege planningsconflicten die waren ontstaan door de SAG-AFTRA stakingen.

### Filmopnames
De filmopnames gingen op 12 februari 2024 van start in Toronto en werden op 30 september afgerond. In september 2024 vonden er ook opnames plaats op de Royal Mile in Edinburgh.

## Release
Frankenstein zal op 30 augustus 2025 in première gaan op het Filmfestival van Venetië in de competitie voor de Gouden Leeuw. De film staat gepland om in november 2025 in première te gaan op Netflix.

## Prijzen en nominaties
De belangrijkste:
| Jaar | Prijs                    | Categorie    | Genomineerde(n)    | Uitslag       |
| ---- | ------------------------ | ------------ | ------------------ | ------------- |
| 2025 | Filmfestival van Venetië | Gouden Leeuw | Guillermo del Toro | In afwachting |